# Vadmyra Futsal
Il Vadmyra Futsal è una squadra norvegese di calcio a 5, con sede a Vadmyra, facente parte della polisportiva Vadmyra Idrettslag. Nella stagione 2017-2018 milita in Futsal Eliteserie.

## Stagione
Il Vadmyra ha partecipato alla Futsal Eliteserie 2011-2012. Ha giocato la prima partita in questa lega in data 3 dicembre 2011, perdendo per 1-7 contro il Vegakameratene. La squadra ha chiuso quella stagione al 3º posto finale. Al termine della stagione 2012-2013, il Vadmyra è retrocesso in 1. divisjon. La squadra è tornata in massima divisione in vista del campionato 2016-2017.

## Rosa
Aggiornata al campionato 2017-2018.
| N° | Naz.                | Ruolo | Sportivo                    | Anno |  |  |
| -- | ------------------- | ----- | --------------------------- | ---- |  |  |
| 1  | Norvegia (bandiera) | POR   | Kristoffer Rognsøy Sylta    |      |  |  |
| 3  | Norvegia (bandiera) |       | Simen Hopsdal               |      |  |  |
| 4  | Norvegia (bandiera) |       | Alexander Levsky            |      |  |  |
| 5  | Norvegia (bandiera) |       | Thomas Anders Skutle Lyngbø |      |  |  |
| 6  | Norvegia (bandiera) |       | Mats Hess Røtne             |      |  |  |
| 7  | Norvegia (bandiera) |       | Frederic Doksæter Falck     |      |  |  |
| 9  | Norvegia (bandiera) |       | Stig Hopsdal                |      |  |  |
| 13 | Norvegia (bandiera) |       | André Haaland               |      |  |  |
| 14 | Norvegia (bandiera) |       | Thomas Horne Nordås         |      |  |  |